# Rio Cana-brava (vattendrag i Brasilien, Goiás, lat -13,20, long -48,17)
Rio Cana-brava (portugisiska: Rio Cana Brava) är ett vattendrag i Brasilien.   Det ligger i delstaten Goiás, i den centrala delen av landet, 290 km norr om huvudstaden Brasília.
Omgivningarna runt Rio Cana-brava är huvudsakligen savann. Runt Rio Cana-brava är det mycket glesbefolkat, med 5 invånare per kvadratkilometer.